# Powrót Don Camilla
Powrót Don Camilla (wł. Il ritorno di don Camillo) – włosko-francuska komedia z 1953 w reżyserii Juliena Duviviera z Fernandelem i Gino Cervim w rolach głównych, na podstawie serii opowiadań Giovanniego Guareschiego. Zdjęcia kręcono w Brescello w regionie Emilia-Romania oraz w Rocca di Cambio w Abruzji.

## Fabuła
Włochy po II wojnie światowej. Don Camillo, proboszcz w niewielkim włoskim miasteczku, zostaje przeniesiony na inną placówkę. Na decyzję biskupa wpłynęła napięta sytuacja w społeczności, na której czele stał komunistyczny wójt Peppone. Niestrudzony kapłan nie pozostawia jednak swych owieczek. Sprawę zwycięstwa nad komunistami postawił sobie za punkt honoru.

## Obsada
- Fernandel jako Don Camillo
- Gino Cervi jako Giuseppe „Peppone” Bottazzi
- Edouard Delmont jako dr Spiletti
- Paolo Stoppa jako Marchetti
- Alexandre Rignault jako Francesco "Nero" Gallini
- Thommy Bourdelle jako Cagnola
- Enzo Staiola jako Mario Cagnola
- Claudy Chapelaind jako Beppo Bottazzi
- Tony Jacquot jako don Pietro
- Charles Vissieres jako biskup
- Leda Gloria jako pani Bottazzi